# Norröra
Norröra ist eine Insel in der Norrtälje kommun im Stockholmer Schärengarten. Sie wurde in den 1960er-Jahren bekannt durch Astrid Lindgrens Filme Ferien auf Saltkrokan.
Bis zum heutigen Tag (2023) lebt das Interesse für Saltkrokan fort. Während des Sommers gibt es geführte Touren durch Norröra und Söderöra (Saltkrokan). Es wird zum Beispiel gezeigt, wo Melcher ins Wasser fiel und wo er sich in das Wespennest setzte.
Die Insel ist während des gesamten Jahres bewohnt. Seit dem April 2006 wird die Insel täglich von den Fährschiffgesellschaften Waxholmsbolaget und Blidösundsbolaget angelaufen.